# Систематическая ошибка внимания
Систематическая ошибка внимания — это зависимость человеческого восприятия от повторяющихся мыслей. К примеру, люди, которые много размышляют о собственной одежде, чаще обращают внимание и на одежду других людей. В данном случае систематическая ошибка внимания — это ad hoc научный термин.

## Принятие решений
Некоторые когнитивные искажения возникают вследствие феномена систематической ошибки внимания. Например, это происходит, когда человек не обдумывает все возможные варианты развития событий при выносе суждений о чём-либо. В этом случае он фокусируется только на одной или двух вероятностях, игнорируя все остальные.

Наиболее изученный тип принятия решений при систематической ошибке внимания — это выбор при двух вводных условиях (A и B), которые могут иметь место (P) или не иметь места (N). Следовательно, здесь возможны четыре варианта развития событий: оба условия присутствуют (AP/BP), оба отсутствуют (AN/BN), только A присутствует (AP/BN), только В присутствует (AN/BP). 
|                | A присутствует | A отсутствует |
| -------------- | -------------- | ------------- |
| B присутствует | AP/BP          | AN/BP         |
| B отсутствует  | AP/BN          | AN/BN         |

В повседневной жизни люди часто становятся жертвами этого типа когнитивного искажения, когда спрашивают себя: «отвечает ли Господь на наши молитвы?» Многие могут сказать «да!» и в качестве аргумента затем говорят «я много раз просил у Господа что-нибудь, и он давал мне» Эти люди принимают и приписывают большую важность информации из ячейки «присутствует/присутствует». При этом человек без систематической ошибки внимания выбрал бы позицию из ячейки «присутствует/отсутствует»: «Давал ли мне когда-нибудь бог то, чего я не просил?» или «Просил ли я у бога что-нибудь и не получил этого?» Этот эксперимент подтверждает выводы Smedslund, что испытуемые просто игнорируют часть таблицы.
Систематическая ошибка внимания также может влиять на фильтрацию входящей информации. К примеру, пациенты с тревожными расстройствами и хроническим болевым синдромом проявляют большее внимание к информации, которая ассоциируется с их насущными проблемами (например, на гневных или страдающих выражениях лиц соответственно). Более того, систематические ошибки внимания в смысле фокуса на позитивных вещах влекут за собой значительные позитивные последствия, такие как усиление социальной вовлеченности и просоциальной активности, уменьшение проблем экстернализации и ослабление эмоциональной изоляции.